# Quốc lộ 56
De Quốc lộ 56 is een nationale weg in de Vietnamese provincies Bà Rịa-Vũng Tàu en Đồng Nai. De weg is in totaal 50 kilometer lang, waarvan 32 kilometer in Bà Rịa-Vũng Tàu. Voorheen was deze weg bekend onder de naam tỉnh lộ 2. De weg verbindt Quốc lộ 1A met Bà Rịa.
QL1 · QL1B · QL1K · QL2 · QL3 · QL4 · QL5 · QL6 · QL7A · QL7B · QL8A · QL8B · QL9A · QL9B · QL12 · QL12A · QL14 · QL14B · QL14C · QL14D · QL14E · QL15 · QL15 (Biên Hoà) · QL18 · QL20 · QL51 · QL55 · QL56